# Adolf Foehr
Adolf Foehr (20. června 1880 Norimberk – 7. října 1943 Praha) byl pražský německý architekt a stavební rada, který ve dvacátých a třicátých letech realizoval množství staveb v Praze a na severu Čech.

## Život
Již v dětství se s rodiči přestěhoval do Prahy. Vystudoval Německou vysokou školu technickou v Praze (Deutsche technische Hochschule in Prag). V letech 1899–1902 absolvoval mistrovskou školu na Uměleckoprůmyslové škole u Bedřicha Ohmanna a Jana Kotěry a ve studiu pokračoval na Spolkové vysoké technické škole v Curychu. Během studia ve Švýcarsku se úspěšně zúčastnil architektonických soutěží v Praze (dvě první ceny). Nejstarší známé projekty jsou stavby po roce 1910 v secesním stylu. Později pracoval v novoklasicistním puristickém stylu. Zdeněk Lukeš jeho styl popisuje jako poněkud těžkopádný, jeho stavby jsou zdobeny baldachýny, rizality a arkýři. Ve třicátých letech se jeho styl zjednodušil až ke konstruktivismu. Pracoval pro pojišťovny Donau a Securitas. V Praze realizoval velké množství staveb, vedle bankovních a kancelářských budov postavil 57 nájemních domů, přesto byl jako konzervativní architekt českou architektonickou veřejností ignorován. Byl členem spolku Schlaraffia.
Ve věku 63 let zemřel v Psychiatrické léčebně v Bohnicích.

## Dílo

### Stavby v Praze
- po roce 1902 hrobka Julia Bauera, Olšanské hřbitovy, Praha[6]
- po 1910 přestavba domu čp. 916, Praha 1 - Nové Město, Opletalova 11, Politických vězňů 16 pro potřeby Ústřední banky německých spořitelen[7]
- 1910 - 1911 Vila PhDr. Wilhelma Wostrého čp. 339, Praha 6 - Bubeneč, Na Zátorce 10, Suchardova 4, U Vorlíků 11[8]
- 1912 adaptace bankovního domu Allianz, Praha 1 - Staré Město, čp. 1081, Králodvorská 16, spolu s Alfonsem Wertmüllerem[3]
- přestavba domu čp. 1683, Praha 1 - Nové Město, Hybernská 36, Opletalova 40[3]
- 1914 - 1915 dům penzijního spolku čp. 593, Praha 1 - Nové Město, Ve Smečkách 24[9]
- 1920 - 1921 úpravy Šelmberkovského paláce pro potřeby německého velvyslanectví, Praha 1 - Malá Strana, čp. 183, Thunovská ulice 18[10]
- 1922 - 1925 Palác Škodových závodů (později Správa sociálního zabezpečení), Praha 5, Křížová 25
- 1926 Nástavba domů čp. 1613 a 1617 pro Německou agrární banku, Praha 1 - Nové Město, Hybernská 38 a 40
- 1926 - 1927 Kancelářská budova čp. 619, Praha 1 - Nové Město, Štěpánská 28 a 30[11]
- 1926 - 1928 Kancelářská budova (Velkonákupna výrobních družstev) čp. 1163 s pasáží, Těšnov 5, Těšnov 7[3]
- 1927 - 1928 Palác vídeňské pojišťovny Donau, dnešní název: Palác Purkyňova, Praha 1 - Nové Město, nároží Purkyňova 74/2 a Spálená 18; v roce 1931 upravil Bedřich Feuerstein
- 1928 - 1930 Palác pojišťovny Securitas, Praha 1 - Nové Město, čp. 681, Vodičkova 18[3], dnes sídlo Městské části Praha 1.
- 1930 Palác Dunaj, Praha 1, čp. 138, Národní třída 10 - Voršilská 14, koncept průčelí převzat od Josefa Havlíčka[4]
- 1930 - 1932 Brandejsův obchodní dům, Praha 1 - Staré Město, Provaznická 397/12
- 1932 Nájemní dům čp. 1229, Praha 7 - Holešovice, Veverkova 9[3]
- 1935 Vila čp. 1846, Praha 6 - Dejvice, Sušická 19[3]
- 1937 Přestavba vily čp. 392, Praha 6 - Bubeneč, Romaina Rollanda 4[12], původní stavba Matěj Blecha.
- 1937 Nájemní domy Praha 10 - Vršovice, čp. 1061-1063, Bulharská 23 a Tolstého 19 a 21, pro pojišťovnu Securitas, stavba fa Nekvasil
- 1937 - 1938 Činžovní dům s obchody čp. 249, Praha 5, Štefánikova 28, 30
- 1937 - 1939 Nájemní domy Praha 7 - Holešovice, čp. 1334 a 1335, U Smaltovny 20 a 22, spolu s Franzem Hruškou, Šimáčkova 1380,  Praha 7-Holešovice
- 1939 Vila Hummelberg čp. 206, Praha 5 - Hlubočepy, Na Zlíchově 6[4]
- Palác Philips, Praha 1 - Nové Město, Karlovo náměstí čp. 314 a 325/7

### Stavby mimo Prahu
- 1913 Slepecká škola (Die Deutsche Blindenschule, dnes Vojenská ubytovací a stavební správa), Ústí nad Labem - Klíše čp. 231, Štefánikova 2[13]
- 1922 Vila ředitele Müllera, Terezínská 68, Lovosice[14]
- 1923 Správní budova Böhmische Glanzstoff – Fabrik, Terezínská 73, Lovosice[15]
- 1924 Německá agrární a průmyslová banka (Deutsche Agrar- und Industriebank), Seifertova 108, Bílina - centrum[16]
- 1928 Palác Dunaj, Soukenné náměstí 121, Liberec - Perštýn[17]
- 1938 - 1939 Pobočka Unionbanky v Podmoklech, Plzeňská 79/1, Děčín - Podmokly[18]

### Nerealizované návrhy
- 1924 Soutěžní návrh na technickou a obchodní školu (Die technische Lehranstalt und Handelschule) Slovanská 55, Děčín - Podmokly[19]
- 1929 Živnostenská pokračovací škola (Gewerbliche Fortbildungsschule), Teplice[20]

## Galerie

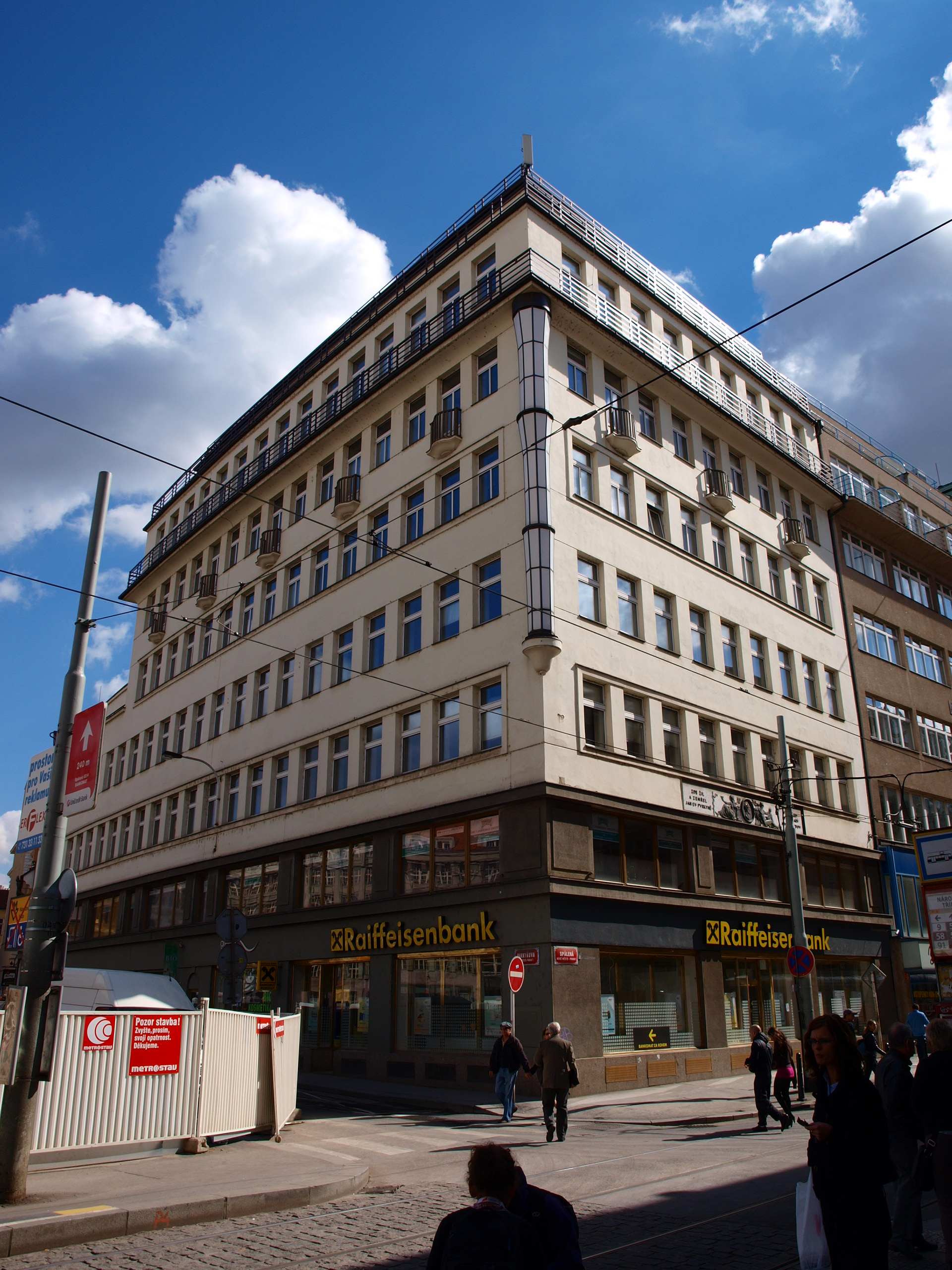
1927 - 1928 Palác Purkyňova
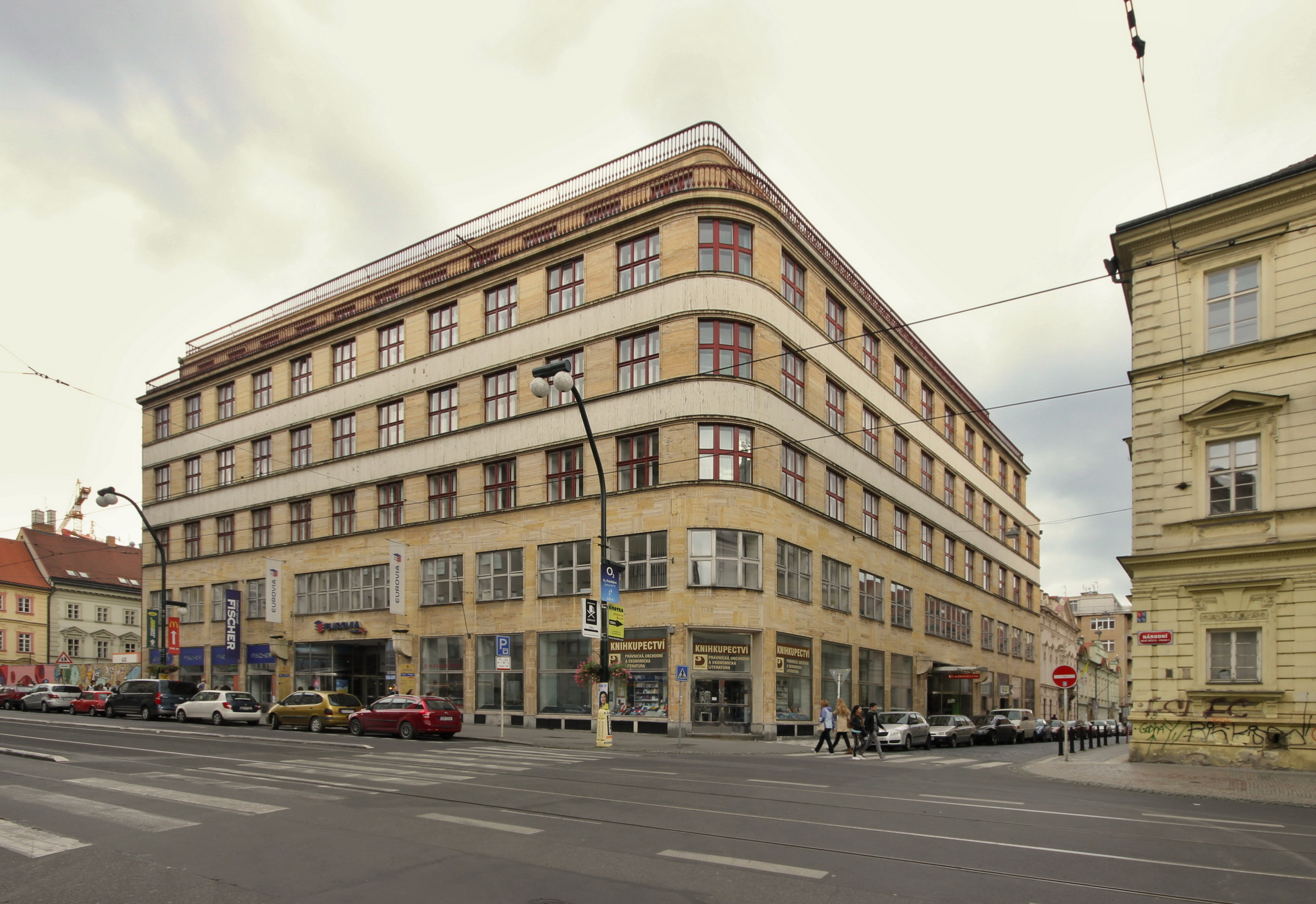
1930 Palác pojišťovny Dunaj
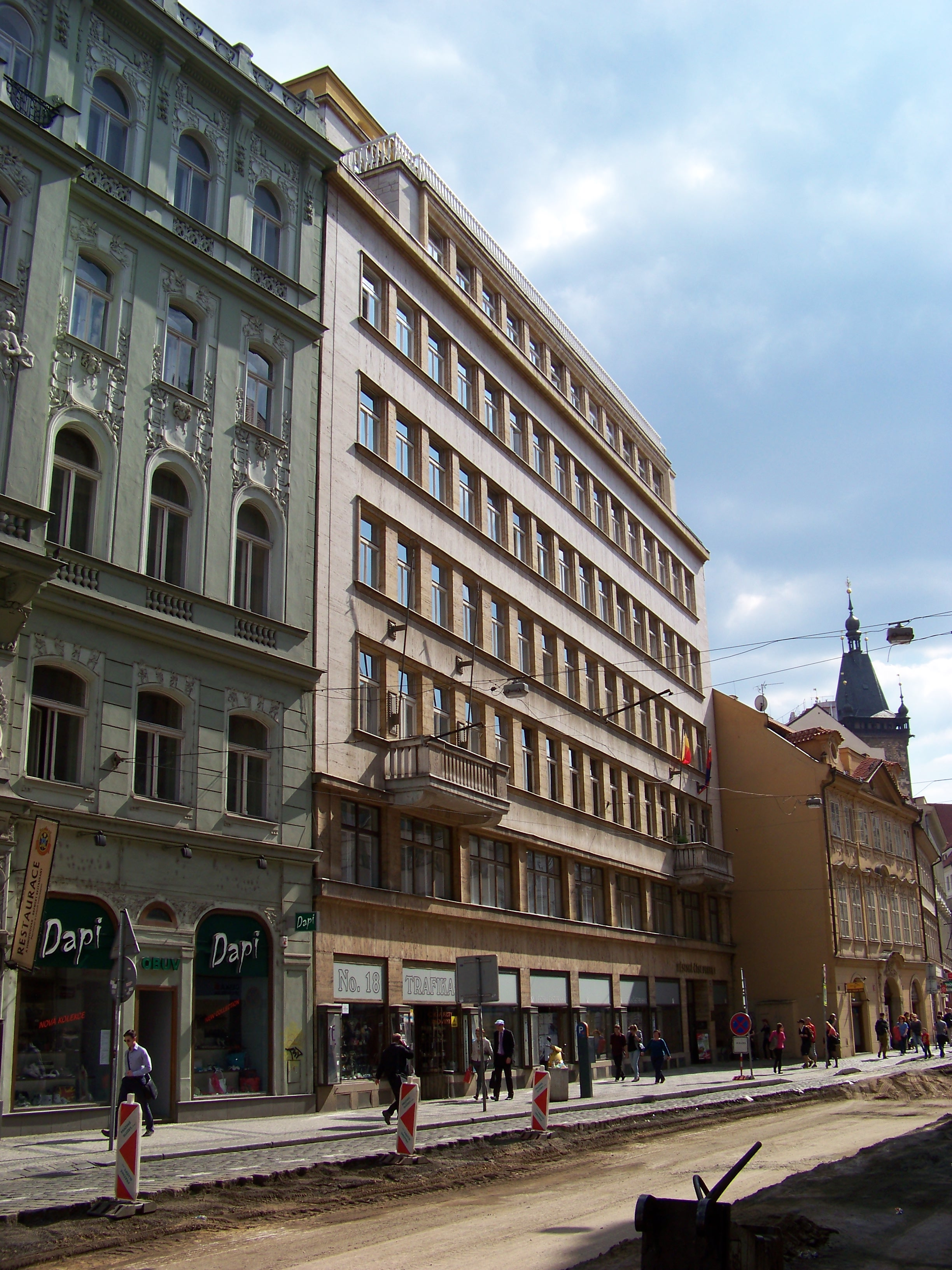
1928 - 1930 Palác pojišťovny Securitas, Praha 1, Vodičkova 18
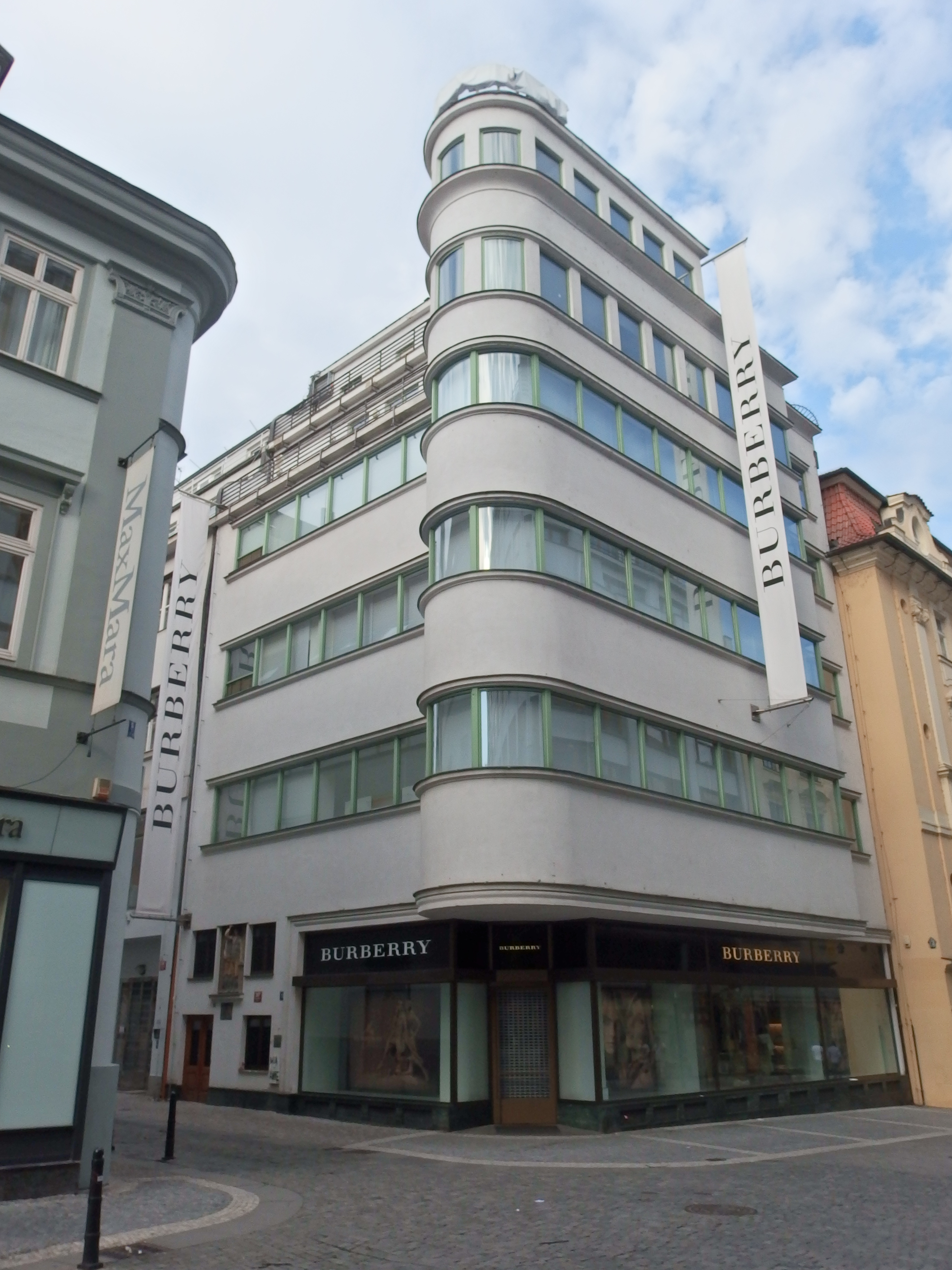
1930 - 1932 Brandejsův obchodní dům
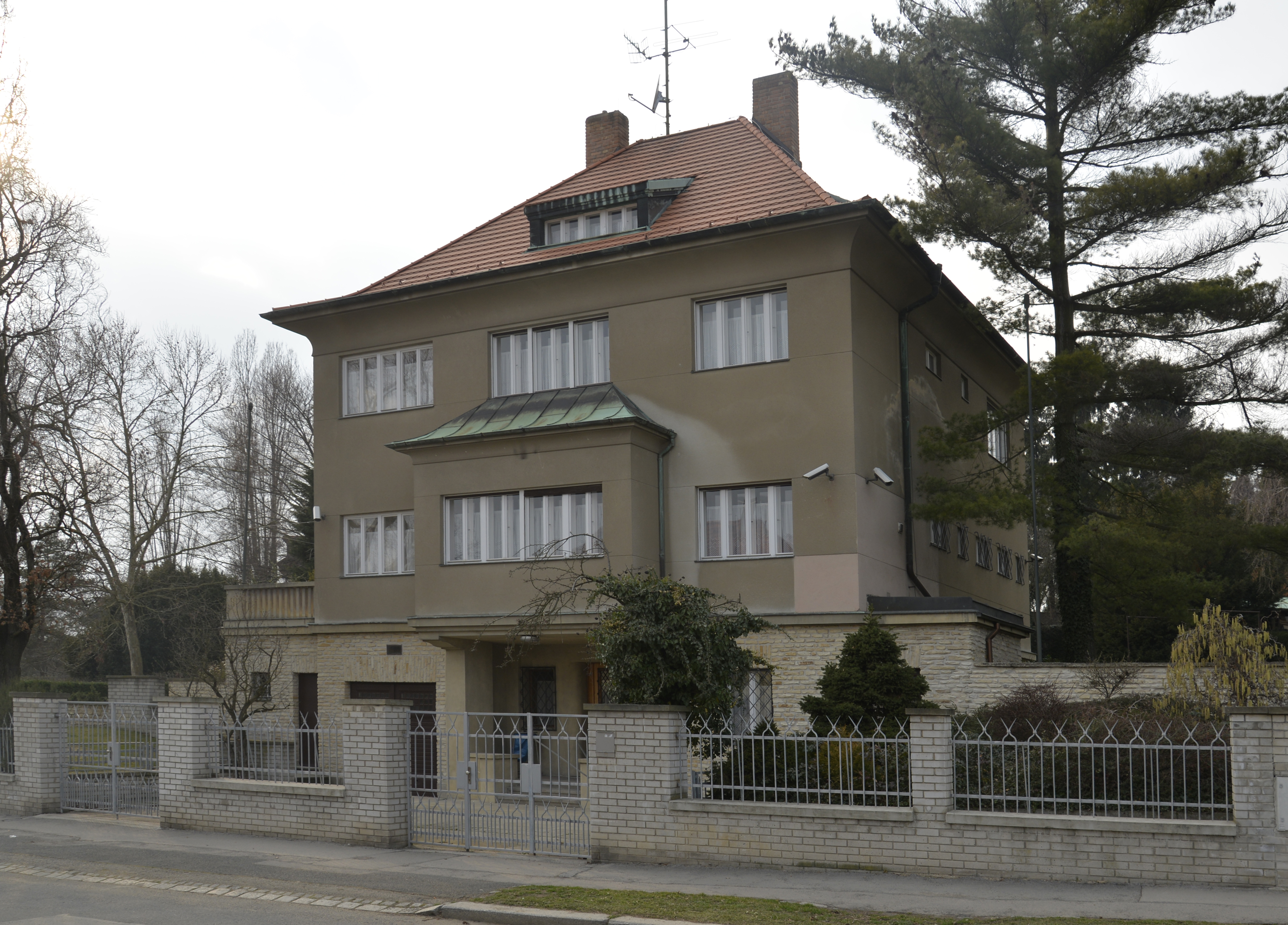
1935 Vila Praha 6, Sušická 19